# علاء الدين الأيوبي
علاء الدين الأيوبي (1958 - 2015 دمشق)، صحفي وإعلامي سوري. 

## سيرته
ولد علاء الدين الأيوبي في دمشق عام 1958، حصل على إجازة دبلوم في التجارة والاقتصاد ودبلوم في الإعلام، قدَّم العديد من البرامج التلفازية والإذاعية كان أشهرها برنامج (الشرطة في خدمة الشعب)، وشغل عدَّة مناصبَ إدارية كان آخرها مديرًا لقناة نور الشام الفضائية.

## وفاته
توفيّ إثر نوبة قلبية ألمت به وهو يمارس عمله في مكتبه في دمشق عن عمر 57 عامًا.